# 木村 (栃木県)
株式会社木村（きむら、英: KIMURA Corporation.）は栃木県宇都宮市に本社を置くかきもち、煎餅を製造・販売する食品メーカー。

## 沿革
- 1952年 - 創立

## 店舗
- 直売店
  - 下野乃国米菓處 - 18店舗
  - 村一番 - 6店舗
  - 工房 - 1店舗